# حزب ناسیونال‌سوسیالیست کارگران هلند

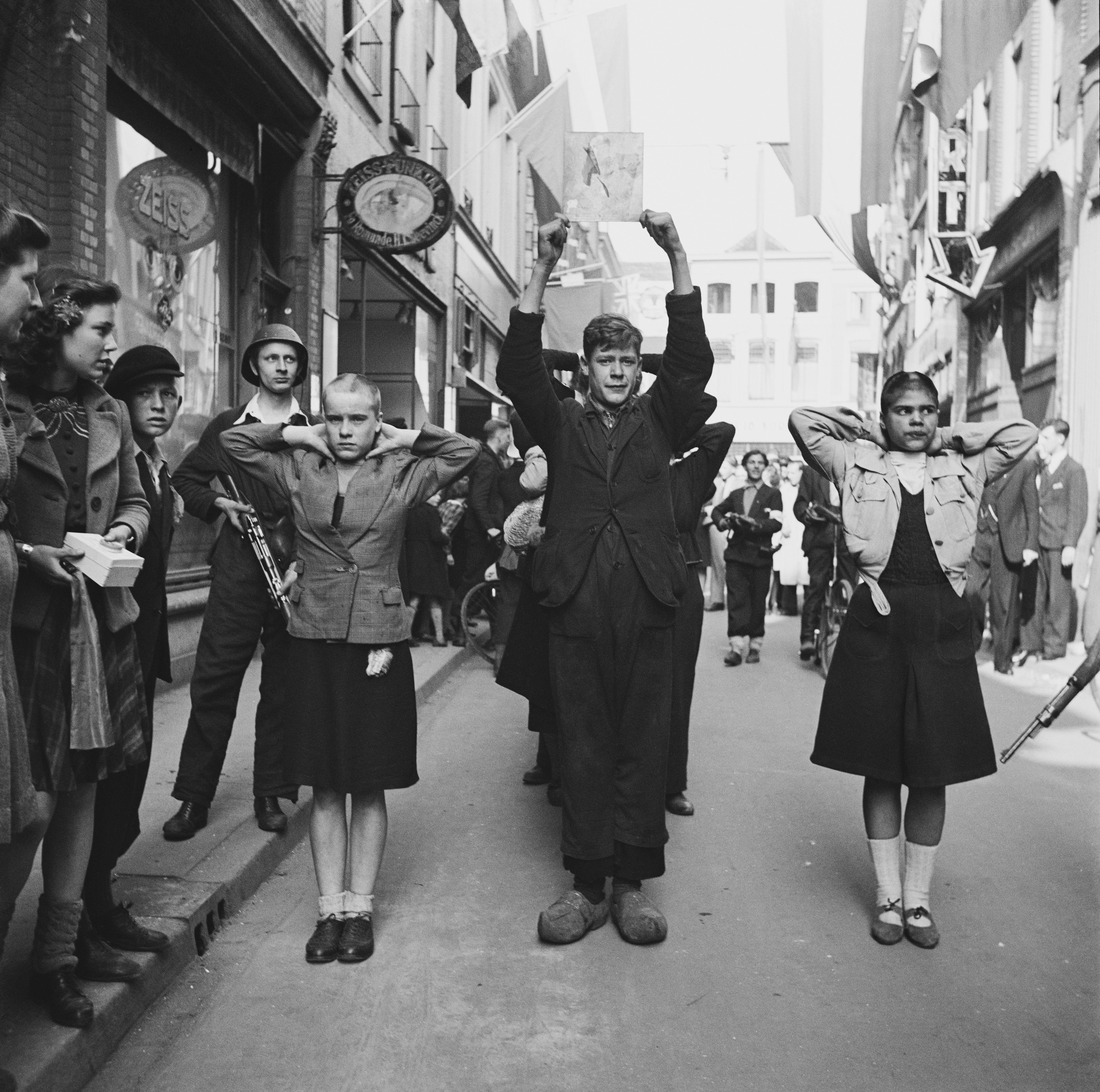
نگاره‌ای از چند تن از اعضای حزب ناسیونال‌سوسیالیست کارگران هلند که پس از آزادسازی هلند (en)، با برچسب «فاحشه» و «نازی» در خیابان‌های دیفنتر به شکلی تحقیرآمیز و با سرهای تراشیده گردانده شدند.

حزب ناسیونال‌سوسیالیست کارگران هلند (به هلندی: Nationaal-Socialistische Nederlandsche Arbeiderspartij) یک حزب سیاسی هلندی راست تندرو و طرفدار آلمان نازی بود که در سال ۱۹۳۱ میلادی، توسط ارنست هرمن ون راپارد، پایه‌گذاری شد.